# 梅勒迪斯 (新罕布什爾州)
梅勒迪斯（英語：Meredith）是一個位於美國新罕布什爾州貝爾納普縣的鎮。

## 人口
根據2020年美國人口普查的數據，梅勒迪斯的面積為141.30平方千米，當中陸地面積為103.80平方千米，而水域面積為37.50平方千米。當地共有人口6662人，而人口密度為每平方千米47人。